# Polydactylus sextarius
Polydactylus sextarius és una espècie de peix pertanyent a la família dels polinèmids.

## Morfologia
Pot arribar a fer 30 cm de llargària màxima (normalment, en fa 20). El cos és de color oliva daurat a la part superior i platejat a l'inferior. 9 espines i 12-13 radis tous a l'aleta dorsal i 3 espines i 11-13 radis tous a l'anal. 24 vèrtebres. 6 filaments pectorals (el superior no arriba a l'extrem posterior de l'aleta pectoral). Aleta pectoral amb els radis ramificats (llevat del primer o segon). La segona espina dorsal és curta. Bufeta natatòria atrofiada i amb forma de cadena. Presenta una gran punt negre davant de la línia lateral. No té llavi superior, mentre que l'inferior és ben desenvolupat. Opercle ben arrodonit. Preopercle toscament dentat. Té una taca ovalada al principi de la línia lateral.

## Reproducció
És hermafrodita.

## Alimentacio
Menja principalment crustacis petits (sobretot, gambes), esponges de mar, peixos (incloent-hi llurs escates) i organismes bentònics.

## Hàbitat
És un peix d'aigua marina i salabrosa, demersal, amfídrom i de clima tropical (32°N-11°S, 75°E-149°E) que viu entre 16 i 73 m de fondària a la plataforma continental sobre fons sorrencs i fangosos.

## Distribució geogràfica
Es troba a l'Índic oriental i el Pacífic occidental: des del sud-oest de l'Índia fins a Papua Nova Guinea i el Japó, tot i que esdevé rar a les illes Filipines, l'est d'Indonèsia i Papua Nova Guinea.

## Observacions
És inofensiu per als humans.